# John Lurie/Diskografie

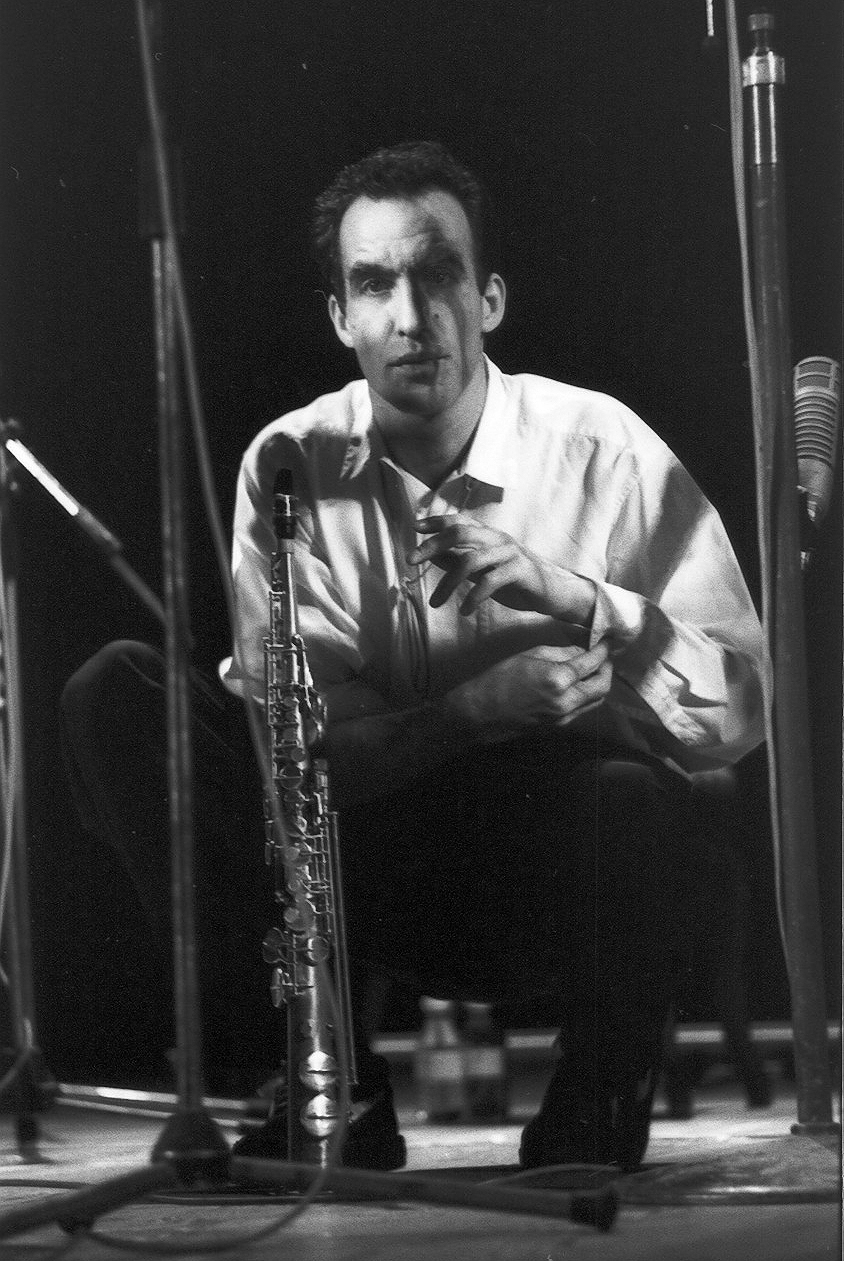
John Lurie beim Jazz Jamboree (1992)

Diese Diskografie ist eine Übersicht über die Tonträger des Saxofonisten John Lurie. Sie umfasst eine Vielzahl von Alben, an denen er als Solomusiker, Leader, Gast oder Begleitmusiker beteiligt war. Luries Hauptinstrument ist das Saxophon, doch er spielt auch zahlreiche andere Instrumente und singt gelegentlich.
Die hier präsentierte Diskografie umfasst alle Alben, auf denen Lurie als Musiker beteiligt war. Ausgenommen sind Kompilationen anderer Künstler. Im ersten Abschnitt sind Alben aufgelistet, die unter Luries Namen bzw. unter seinem Pseudonym Marvin Pontiac veröffentlicht wurden. Der zweite Abschnitt enthält alle Alben der Lounge Lizards. Im dritten Abschnitt wurden Luries Gastauftritte genannt.

## Alben unter eigenem Namen
| VÖ   | Titel                                                                                       | Musiklabel                | Anmerkungen |
| ---- | ------------------------------------------------------------------------------------------- | ------------------------- | --- |
| 1985 | Music From the Original Scores: Stranger Than Paradise and The Resurrection of Albert Ayler | Made to Measure, Enigma   | inkl. Soundtrack zu Stranger than Paradise; u. a. mit Curtis Fowlkes und Arto Lindsay                                                 |
| 1987 | Down by Law                                                                                 | Music-Box                 | Soundtrack zu Down by Law; bei Made to Measure erschienen als Original Soundtracks by John Lurie From Down by Law and Variety         |
| 1989 | Mystery Train                                                                               | Milan                     | Soundtrack zu Mystery Train; erster Teil mit Liedern anderer Künstler                                                                 |
| 1993 | Men With Sticks                                                                             | Columbia Records          | als John Lurie National Orchestra mit Calvin Weston und Billy Martin; aufgenommen 1992                                                |
| 1997 | Excess Bagage: Original Music by John Lurie                                                 | Prophecy Entertainment    | Soundtrack |
| 1998 | Fishing With John                                                                           | Strange & Beautiful Music | Soundtrack zur gleichnamigen TV-Serie                                                                                                 |
| 1999 | The Legendary Marvin Pontiac: Greatest Hits                                                 | Strange & Beautiful Music | veröffentlicht unter dem fiktiven Namen Marvin Pontiac                                                                                |
| 1999 | African Swim and Manny & Lo                                                                 | Strange & Beautiful Music | Soundtracks |
| 2014 | The Invention of Animals                                                                    | Amulet Records            | als The John Lurie National Orchestra; aufgenommen 1992–1994, vier Lieder ursprünglich aufgenommen für die TV-Serie Fishing With John |
| 2017 | Marvin Pontiac: The Asylum Tapes                                                            | Strange & Beautiful Music | nur digital erhältlich |
| 2024 | Painting with John (Music from the Original TV Series)                                      | Strange & Beautiful Music | sowohl alte als auch neue Lieder |

## Mit The Lounge Lizards
| VÖ   | Titel                       | Musiklabel                     | Anmerkungen |
| ---- | --------------------------- | ------------------------------ | --- |
| 1981 | The Lounge Lizards          | Editions EG                    | mit Steve Piccolo, Anton Fier, Arto Lindsay, Evan Lurie                                                                             |
| 1983 | Live From the Drunken Boat  | Europa Records                 | Livealbum (Aufnahme 1982); mit Tony Garnier, Dougie Brown, Peter Zummo, Evan Lurie                                                  |
| 1984 | Fusion                      | Europa Records                 | zusammen mit der London Philharmonic Orchestra, geleitet von Teo Macero; Lounge Lizards nur auf Titellied                           |
| 1985 | Live 79–81                  | Reachout International Records | mit Steve Piccolo, Anton Fier, Arto Lindsay, Dana Vlcek, Danny Rosen, Evan Lurie                                                    |
| 1986 | Live in Tokyo – Big Heart   | Island Records                 | Livealbum (Aufnahme 1986); mit Erik Sanko, Douglas Bowne, Marc Ribot, Evan Lurie, Roy Nathanson, Curtis Fowlkes                     |
| 1987 | No Pain for Cakes           | Island Records                 | mit Erik Sanko, Douglas Bowne, Marc Ribot, Evan Lurie, Roy Nathanson, Curtis Fowlkes, E.J. Rodriguez                                |
| 1988 | Voice of Chunk              | Milan                          | mit Erik Sanko, Douglas Bowne, Marc Ribot, Evan Lurie, Roy Nathanson, Curtis Fowlkes, E.J. Rodriguez                                |
| 1991 | Berlin 1991 Part I          | veraBra Records                | mit Oren Bloedow, Jane Scarpantoni, G. Calvin Weston, Michele Navazio, Billy Martin, Michael Blake, Steven Bernstein, Bryan Carrott |
| 1992 | Live in Berlin 1991 Vol. II | veraBra Records                | mit Oren Bloedow, Jane Scarpantoni, G. Calvin Weston, Michele Navazio, Billy Martin, Michael Blake, Steven Bernstein, Bryan Carrott |
| 1998 | Queen of All Ears           | Strange & Beautiful Music      | mit Erik Sanko, Jane Scarpantoni, Calvin Weston, Evan Lurie, David Tronzo, Ben Perowsky, Michael Blake, Steven Bernstein            |

## Gastauftritte
| VÖ   | Interpret                 | Titel                                               | Musiklabel            | Anmerkungen                                                                    |
| ---- | ------------------------- | --------------------------------------------------- | --------------------- | ------------------------------------------------------------------------------ |
| 1982 | Beth B & Scott B          | Vortex – The Motion Picture Soundtrack              | Neutral Records       | auf Main Title, Tony and Powers, The Roof, Sleaze, The Chase                   |
| 1985 | Tom Waits                 | Rain Dogs                                           | Island Records        | auf Walking Spanish                                                            |
| 1987 | Various Artists           | Two Moon July                                       | Image Entertainment   | Video-Aufnahmen; auf Boating mit Evan Lurie                                    |
| 1987 | John Zorn                 | Spillane                                            | Tzadik                | Stimme auf Spillane; 1999 re-released als Godard/Spillane                      |
| 1988 | Ambitious Lovers          | Greed                                               | Virgin Records        | auf Omotesando                                                                 |
| 1988 | Seigen Ono                | Comme Des Garçons Volume One                        | Venture               | auf Hunting for Lions; 1992 re-released als Comme Des Garçons Volume One + Two |
| 1992 | Ryuichi Sakamoto          | Heartbeat                                           | Virgin Music          | auf Lulu                                                                       |
| 1995 | The Red Hot Chili Peppers | One Hot Minute                                      | Warner Bros.          | auf Titellied                                                                  |
| 1995 | Various Artists           | Get Shorty (Original MGM Motion Picture Soundtrack) | Antilles              | Lurie mit 10 der 17 Lieder                                                     |
| 1996 | Elysian Fields            | Elysian Fields                                      | Radioactive           | auf Move Me                                                                    |
| 1997 | Various Artists           | Lounge-A-Palooza                                    | Hollywood Records     | auf Love Will Keep Us Together von Jimmy Scott & Flea                          |
| 1999 | Mauro Refosco             | Seven Waves – Sete Onda                             | MA Recordings         | –                                                                              |
| 2021 | William Shatner           | Bill                                                | Let’s Get It! Records | auf Loneliness                                                                 |